# Cintura di piegatura e spinta degli Zagros

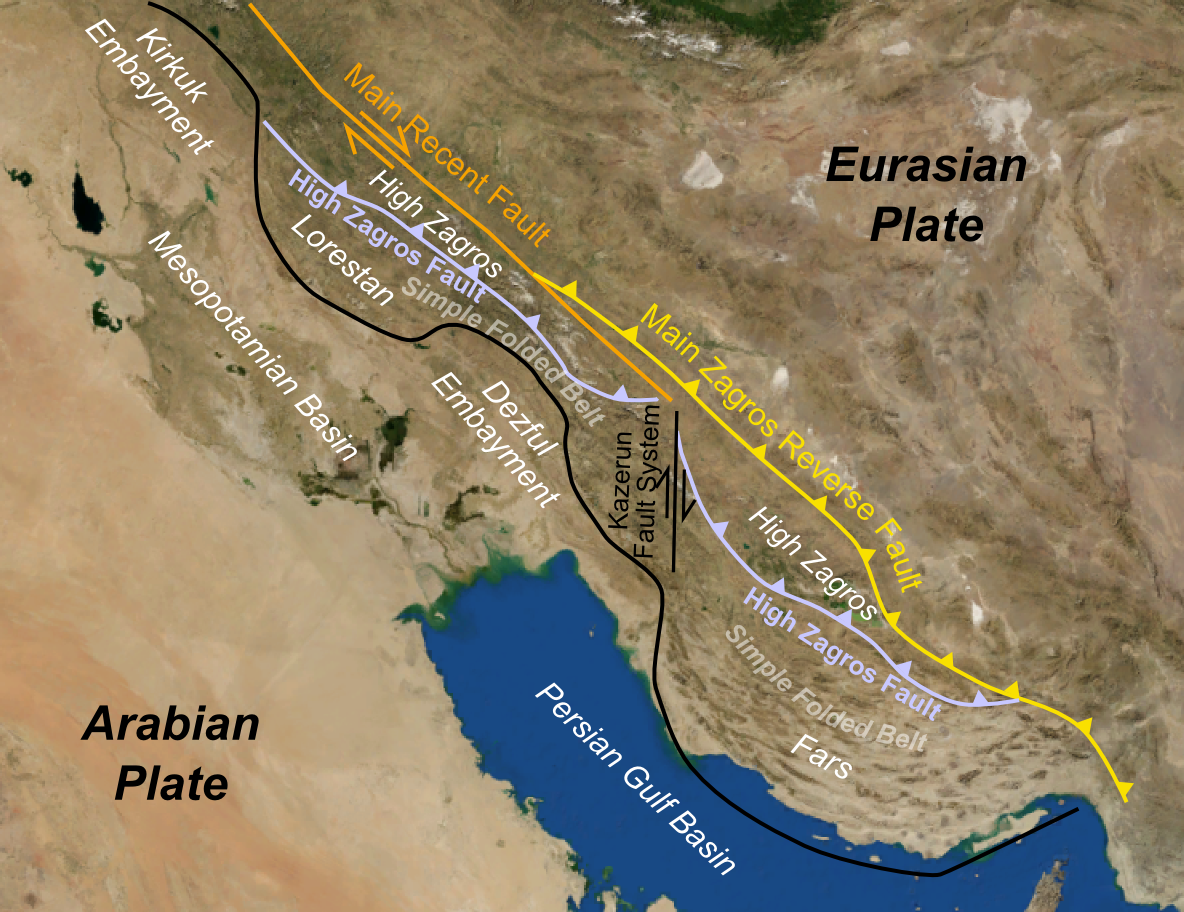
Le principali formazioni strutturali della zona di piegatura e spinta di Zagros.

La cintura di piegatura e spinta degli Zagros (spesso abbreviato in Zagros FTB dal suo nome in inglese: Zagros fold-thrust belt) è una zona di rocce crostali deformata lunga all'incirca 1800 km presente nel bacino di avampaese associato alla collisione tra la placca araba e la placca euroasiatica. La cintura ospita una delle province petrolifere più grandi del mondo, contenente circa il 49% della quantità di petrolio che si stima sia presente in tutte le cinture di piegatura e spinta e circa il 7% delle riserve mondiali.

## Tettonica delle placche
La cintura di piegatura e spinta degli Zar si è formata lungo una sezione del bordo di placca che è soggetta alla convergenza obliqua della placca araba, la quale si sta spostando verso nord rispetto alla placca euroasiatica, sotto la quale sta subducendo, a una velocità di circa 3/4 cm all'anno. Andando verso sud, lungo la catena, il grado di obliquità scema, finché la collisione non diventa quasi ortogonale all'interno del dominio di Fars. Il movimento relativo delle placche è assorbito solo parzialmente all'interno della catena di piegatura e spinta degli Zagros, il resto è invece riscontrabile nella deformazione presente nei monti Elburz e nella catena del Caucaso Minore, a nord dell'altopiano persiano, e lungo la zona formata dalla catena del Caucaso Maggiore e da quella del Kopet Dag ancora più a nord.

## Geometria

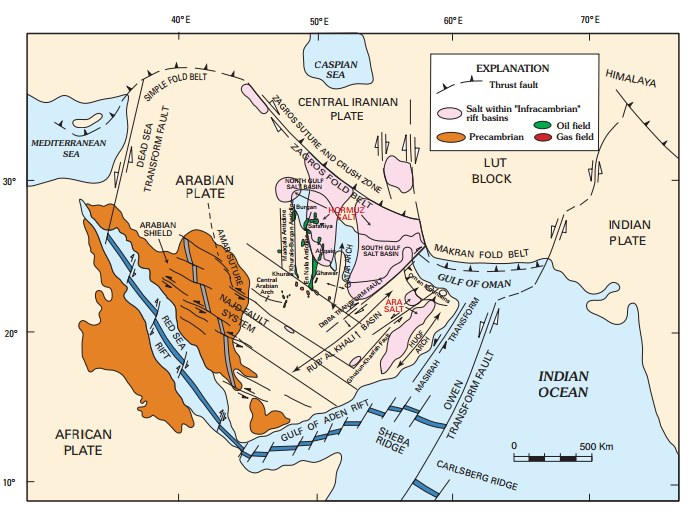
In questa mappa geologica della penisola araba è possibile vedere, in rosa, i depositi di sale sotterranei della formazione di Hormuz presenti al di sotto della cintura degli Zagros.

La cintura di piegatura e spinta degli Zagros si estende per circa 1800 km, dalla zona di sutura di Bitlis, a nord-ovest, fino al margine di placca, dove incontra la fossa di Makran, a est dello stretto di Hormuz, a sud-est. L'ampiezza della cintura varia lungo il suo percorso, con due salienti principali (laddove la cintura si espande in direzione del bacino di avampaese), nel dominio di Fars e in quello del Lorestan, e due rientranze principali (tra le suddette espansioni), nei pressi di Kirkuk, in Iraq, e di Dezful, in Iran. La variazione di geometria lungo la direzione della catena è stata attribuita alla distribuzione degli strati salini della formazione di Hormuz (una sequenza di evaporiti depositatesi durante l'Ediacarano e il Cambriano inferiore) risalenti al Proterozoico superiore e al Cambriano inferiore; tale distribuzione, dipendente dall'estensione dei bacini lì presenti nel Proterozoico superiore, vede strati salini spessi e continui presenti al di sotto dei salienti e strati salini sottili e discontinui, se non addirittura mancanti, in corrispondenza delle rientranze.

La cintura risulta inoltre ben divisa in zone distinte da nord-est a sud-ovest. La zona nelle vicinanze della faglia inversa principale degli Zagros (Main Zagros Reverse Fault) è talvolta chiamata "Alti Zagros", essendo in corrispondenza della zona dei monti Zagros in cui sono presenti le montagne più alte, ed è delimitata a sud-ovest dalla faglia degli Alti Zagros. La zona tra la faglia degli Alti Zagros e la, così chiamata, faglia Frontale Principale (Main Frontal Fault), è conosciuta come "zona molto piegata" (simply folded zone) ed è caratterizzata dalla presenza di lunghe pieghe e di poche faglie superficiali. La zona a sud-ovest della faglia Frontale Principale è invece considerata parte del bacino di avampaese, sebbene strutture attive siano state osservato fino alla faglia Frontale degli Zagros.

### Rientranza di Kirkuk
Nell'Iraq settentrionale la zona di piegatura e spinta degli Zagros è relativamente stretta e ci si riferisce a quest'area con il nome di "rientranza di Kirkuk". Come detto, questa parte della cintura di pieghe manca di un efficace basamento di sale derivante dalla formazione di Hormuz.

### Dominio del Lorestan
Il dominio del Lorestan, situato nella zona dell'omonima provincia iraniana, forma il più settentrionale dei due salienti della zona di piegatura e spinta degli Zagros. Si ritiene che lo stile strutturale della "zona molto piegata" sia qui dominato da una piegatura per scollamento con alcuni gradi di piegatura disarmonica (ossia una piegatura con lunghezza d'onda diverse a differenti livelli strutturali). Tale disarmonia è presente tra un livello più profondo delimitato, in basso, dallo strato basale e, in alto, dallo scollamento della formazione di Dashtak, e uno più superficiale delimitato, in basso, dal suddetto scollamento e, in alto, dalla superficie. La mancanza dell'esposizione superficiale di uno strato di sale della formazione di Hormuz rende meno certa la natura dello scollamento basale rispetto a quanto non accada nel caso del dominio di Fars, la presenza di tale strata salino, però, si può desumere osservando che il valore dell'angolo tra lo scollamento basale e l'attuale pendenza topografica è identico al valore dello stesso angolo misurato più a sud, dove si è certi della presenza dello strato salino.

### Rientranza di Dezful
La rientranza di Dezful si è sviluppata tra i due salienti principali della zona di piegatura e spinta degli Zagros, in un'area priva di un efficace basamento salino di Hormuz, mancanza che dà come risultato una pendenza topografica più ripida se comparata con quella dei domini del Lorestan e di Fars. Durante il Miocene, quest'area divenne un depocentro in cui si depositò uno spesso strato di sale della cosiddetta formazione del Gachsaran; proprio la presenza di questo spesso strato salino locale è la causa della disarmonia tra le piegature degli strati sopra e sotto questo strato.

### Dominio di Fars

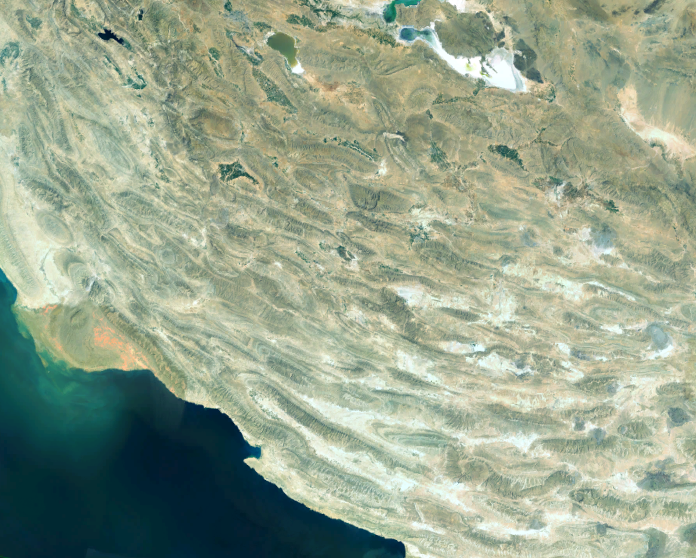
Veduta satellitare del dominio di Fars, sono ben evidenti le pieghe anticlinali e la presenza di ghiacciai salini affioranti.

Il saliente di Fars, situato nella zona della provincia iraniana di Fars, costituisce l'estremità sud-orientale della zona di piegatura e spinta degli Zagros. Sotto quest'area è presente uno spesso strato salino di Hormuz che affiora in superficie in diversi punti, dove, estrudendo fuori dalle sommità delle pieghe anticlinali, forma ghiacciai salini.

### Sistema di faglia di Kazerun
Questo sistema di faglia destro, che costituisce il margine sud-orientale della rientranza di Dezful, trasferisce parte del proprio spostamento a destra lungo la faglia Recente Principale (Main Recent Fault) sulle faglie di spinta e sulle pieghe del dominio di Fars, poiché il moto relativo delle placche passa dall'essere fortemente obliquo all'essere quasi ortogonale. Nel dettaglio, il sistema di faglia di Kazerun consiste di una serie di segmenti scaglionati all'interno di una zona a forma di ventaglio e, osservando la profondità dell'ipocentro dei terremoti che si sono verificati in questa zona, si può desumere che tali faglie si sono sviluppate all'interno dei sottostanti basamenti rocciosi.

### Golfo Persico
Il golfo Persico e l'area occupata dalla pianura alluvionale del sistema fluviale del Tigri e dell'Eufrate, conosciuta come "bacino mesopotamico", costituiscono assieme il bacino di avampaese della zona di piegatura e spinta degli Zagros, causato dall'orogenesi dei monti Zagros, e, in tale bacino, il golfo viene progressivamente occupato dal delta del suddetto sistema fluviale nel suo progredire verso sud-est.

## Sviluppo della cintura di piegatura e spinta degli Zagros
La subduzione verso nord-est della crosta oceanica dell'oceano Tetide è continuata lungo questa porzione di placca euroasiatica fino a che in questo margine convergente non è stata coinvolta anche la crosta continentale della placca araba. Il periodo in cui è iniziata quest'ultima collisione non è del tutto certo, esistono prove di una certa deformazione durante la deposizione della cosiddetta formazione di Asmari, che fanno pensare che esso sia avvenuto nell'Oligocene, ma potrebbe anche aver avuto luogo nell'Eocene superiore o inferiore. Comunque sia, la deformazione all'interno della zona di piegatura e spinta degli Zagros sta procedendo da allora in maniera grosso modo continuativa, sebbene alcune non conformità di estensione regionale suggeriscano che tale deformazione abbia proceduto in diverse fasi distinte. Tali disomogeneità sono state rilevate alla base e alla cima della formazione di Asmari (risalente all'Eocene superiore e al Miocene inferiore), alla base della formazione di Agha Jari (risalente al tardo Miocene medio) e alla base della formazione di Bakhtyari. Ognuno di questi impulsi di deformazione era associato con una migrazione verso sud-ovest del fronte attivo di deformazione.
Mentre la tomografia sismica ha permesso di osservare come, nel vicino segmento, lungo la fossa di Makran, la subduzione della crosta oceanica al di sotto della piastra euroasiatica stia continuando, in questa porzione del margine di placca non c'è alcuna evidenza del fatto che la crosta oceanica stia facendo lo stesso. La fine di tale subduzione è quindi stata collegata anche al fatto che la faglia Inversa Principale degli Zagros non è più attiva, suggerendo quindi che la deformazione che sta avvenendo è causata da una distribuzione della deformazione del margine principale della placca araba, come anche confermato dalle più recenti osservazioni sismologiche.

## Importanza economica
La zona di piegatura e spinta degli Zagros contiene il 49% delle riserve mondiali di idrocarburi contenuti in zone di piegatura e spinta, e circa il 7% del totale delle riserve mondiali. La provincia degli Zagros include molti giganteschi giacimenti petroliferi, ad esempio quello di Kirkuk, il più grande dell'Iraq e uno dei più grandi del mondo, e quello di Asmari, in Iran, derivante da uno strato di calcare risalente all'Oligocene-Miocene piegatosi poi a formare una trappola strutturale anticlinalica durante l'orogenesi dei monti Zagros.